# Joe Wieskamp
Joseph Hinman Wieskamp, detto Joe (Muscatine, 23 agosto 1999), è un cestista statunitense, professionista nella NBA.

## Carriera
È stato selezionato dai San Antonio Spurs al secondo giro del Draft NBA 2021 (41ª scelta assoluta).

## Statistiche

### NCAA
| Anno      | Squadra       | PG | PT | MP   | TC%  | 3P%  | TL%  | RP  | AP  | PRP | SP  | PP   |
| --------- | ------------- | -- | -- | ---- | ---- | ---- | ---- | --- | --- | --- | --- | ---- |
| 2018-2019 | Iowa Hawkeyes | 35 | 35 | 27,7 | 48,8 | 42,4 | 76,7 | 4,9 | 1,1 | 0,9 | 0,5 | 11,1 |
| 2019-2020 | Iowa Hawkeyes | 31 | 31 | 32,5 | 42,7 | 34,7 | 85,6 | 6,1 | 1,6 | 1,0 | 0,5 | 14,0 |
| 2020-2021 | Iowa Hawkeyes | 31 | 31 | 29,2 | 49,1 | 46,2 | 67,7 | 6,6 | 1,7 | 0,9 | 0,3 | 14,8 |
| Carriera  | Carriera      | 97 | 97 | 29,7 | 46,7 | 41,2 | 77,1 | 5,8 | 1,5 | 0,9 | 0,4 | 13,2 |

#### Massimi in carriera
- Massimo di punti: 30 vs Nebraska-Lincoln (8 febbraio 2020)[1]
- Massimo di rimbalzi: 12 vs Indiana (21 gennaio 2021)
- Massimo di assist: 5 (3 volte)
- Massimo di palle rubate: 5 vs Michigan (1º febbraio 2019)
- Massimo di stoppate: 2 (6 volte)
- Massimo di minuti giocati: 40 vs Nebraska-Lincoln (10 marzo 2019)

### NBA

#### Regular Season
| Anno      | Squadra           | PG | PT | MP  | TC%  | 3P%  | TL%  | RP  | AP  | PRP | SP  | PP  |
| --------- | ----------------- | -- | -- | --- | ---- | ---- | ---- | --- | --- | --- | --- | --- |
| 2021-2022 | San Antonio Spurs | 29 | 0  | 7,1 | 35,7 | 32,6 | 53,8 | 0,5 | 0,3 | 0,1 | 0,1 | 2,1 |
| 2022-2023 | Toronto Raptors   | 9  | 0  | 5,6 | 21,4 | 25,0 | -    | 0,4 | 0,3 | 0,0 | 0,0 | 1,0 |
| Carriera  | Carriera          | 38 | 0  | 6,7 | 32,9 | 30,9 | 53,8 | 0,5 | 0,3 | 0,1 | 0,1 | 1,8 |

#### Massimi in carriera
- Massimo di punti: 13 vs Toronto Raptors (4 gennaio 2022)[2]
- Massimo di rimbalzi: 2 (4 volte)
- Massimo di assist: 2 (3 volte)
- Massimo di palle rubate: 1 (4 volte)
- Massimo di stoppate: 1 (3 volte)
- Massimo di minuti giocati: 22 vs Golden State Warriors (9 aprile 2022)

### NBA G-League
| Anno      | Squadra        | PG | PT | MP   | TC%  | 3P%  | TL%  | RP  | AP  | PRP | SP  | PP   |
| --------- | -------------- | -- | -- | ---- | ---- | ---- | ---- | --- | --- | --- | --- | ---- |
| 2021-2022 | Austin Spurs   | 15 | 15 | 33,5 | 47,5 | 37,1 | 82,4 | 3,3 | 1,9 | 1,4 | 0,4 | 17,1 |
| 2022-2023 | Raptors 905    | 10 | 10 | 32,6 | 43,5 | 38,5 | 62,5 | 5,4 | 1,1 | 0,5 | 0,7 | 13,4 |
| 2022-2023 | Wisconsin Herd | 7  | 2  | 30,3 | 45,7 | 39,3 | 62,5 | 6,0 | 1,9 | 0,7 | 0,4 | 16,0 |
| Carriera  | Carriera       | 32 | 27 | 32,5 | 46,0 | 38,0 | 70,7 | 4,6 | 1,7 | 1,0 | 0,5 | 15,7 |